# 雲斑副克奈氏魚
雲斑副克奈氏魚為輻鰭魚綱鼠鱚目尼羅魚科的其中一種，分布於非洲安哥拉的Kokema河流域，體長可達14.9公分，棲息在中底層水域。